# ジュエルズ (アルバム)
『ジュエルズ』（Jewels）は、クイーンのベスト・アルバム。またそのDVD。
日本独自企画のアルバムで、後に台湾でも発売された。オリコンチャートで初登場1位を記録し、日本ゴールドディスク大賞受賞、累計で170万枚を売り上げている。2004年オリコン年間洋楽アルバムチャートでも1位を獲得した。

## 解説
ブックレットによると、どちらかというと中級者向けだった従来のベストアルバムに比べ初期から後期までの名曲が1枚にまとまっているため、クイーンを知るための最適の入門編であり、「サウンドトラック兼ベスト盤」という位置づけであるとされる。

### 発売の経緯
『ジュエルズ』は、木村拓哉主演の月9ドラマ『プライド』の主題歌としてクイーンの「ボーン・トゥ・ラヴ・ユー」が起用され、ドラマ中にもクイーンの楽曲が多く使用されたことから日本限定で企画された。当初は2000年に発売された同じく日本限定のベスト・アルバム『クイーン・イン・ヴィジョン』を再発売する予定だったが、結局新規のベストアルバムへと企画が変更された。
日本の東芝EMIが単独で制作したアルバムではなく、企画立案は日本で収録曲の選曲、体裁、写真選択、デザインも日本とイギリスの共同制作で、全てイギリスの許諾が下りて制作されている。英国のクイーン・オフィシャルサイトでもこの『ジュエルズ』は正式に販売されている。ちなみに、アルバムタイトルはメンバーのブライアン・メイによるものである。

### チャートでの成功
フジテレビ系ドラマ『プライド』の中でクイーンの楽曲が効果的に使用され、またこの時期ホンダ・モビリオのCMに「キラー・クイーン」が使用されていたこともあり、『ジュエルズ』は発売直後から予想以上のヒットになった。1週目はZARDの『止まっていた時計が今動き出した』を抑えてオリコン1位を獲得。3週目には早くもミリオンセラーを突破するという成功ぶりだった。なおクイーンがオリコンチャートで1位を獲得したのは『華麗なるレース』以来27年1ヶ月ぶりのことであり、同一アーティストによる首位獲得の間隔としてはビートルズの23年5ヶ月を大幅に更新した。
なお本作のヒットをうけて、同名のプロモ集DVD(ボーナス映像として「狂気への序曲」のPVを収録)や続編となるベストアルバム『ジュエルズII』も発売されている。

### CCCDでのリリースに関して
2004年の発売当初、CCCDでのリリースがあった。そのことが一部のファンから批判され、日本のファンからの電子メールで初めて知ったブライアン・メイも、CCCDを批判するコメントを発表した。
その4年後の2008年、収録曲を追加した「ジュエルズ2009 ヴェリー・ベスト・オブ・クイーン」(TOCP-70650)が通常のコンパクトディスクで発売され、CCCD盤は生産中止になった。
2013年には、SHM-CD仕様(UICY-15269)で再発売されているが、収録曲が元の全16曲に戻されたほか、「ボーン・トゥ・ラヴ・ユー」が『グレイテスト・ヒッツII』の2011年SHM-CD再発盤に収録されているバージョンに差し替えられている。
DVDの方は2019年4月17日に再発売された。

## 発売日
- 2004年1月28日(CCCD) - TOCP-67318
- 2004年4月28日(DVD) - TOBW-3165
- 2008年12月10日(ジュエルズ2009 ヴェリー・ベスト・オブ・クイーン) - TOCP-70650
- 2013年12月4日(SHM-CD) - UICY-15269
- 2019年4月17日(DVD) - UIBY-15108

## 収録曲

### ジュエルズ
| #         | タイトル                                                                  | 作詞・作曲                                                 | 時間  |
| --------- | ------------------------------------------------------------------------- | ---------------------------------------------------------- | ----- |
| 1.        | 「ボーン・トゥ・ラヴ・ユー」(I Was Born to Love You)                      | フレディ・マーキュリー                                     | 4:50  |
| 2.        | 「ウィ・ウィル・ロック・ユー」(We Will Rock You)                          | ブライアン・メイ                                           | 2:02  |
| 3.        | 「伝説のチャンピオン」(We Are the Champions)                              | フレディ・マーキュリー                                     | 3:01  |
| 4.        | 「ドント・ストップ・ミー・ナウ」(Don't Stop Me Now)                       | フレディ・マーキュリー                                     | 3:31  |
| 5.        | 「トゥー・マッチ・ラヴ・ウィル・キル・ユー」(Too Much Love Will Kill You) | ブライアン・メイ フランク・マスカー エリザベス・レイマーズ | 4:21  |
| 6.        | 「レット・ミー・リヴ」(Let Me Live)                                       | クイーン                                                   | 4:47  |
| 7.        | 「マイ・ベスト・フレンド」(You're My Best Friend)                         | ジョン・ディーコン                                         | 2:51  |
| 8.        | 「アンダー・プレッシャー」(Under Pressure)                                | クイーン デヴィッド・ボウイ                                | 3:56  |
| 9.        | 「RADIO GA GA」(Radio Ga Ga)                                              | ロジャー・テイラー                                         | 5:49  |
| 10.       | 「愛にすべてを」(Somebody to Love)                                        | フレディ・マーキュリー                                     | 4:57  |
| 11.       | 「キラー・クイーン」(Killer Queen)                                        | フレディ・マーキュリー                                     | 3:00  |
| 12.       | 「地獄へ道づれ」(Another One Bites the Dust)                              | ジョン・ディーコン                                         | 3:34  |
| 13.       | 「愛という名の欲望」(Crazy Little Thing Called Love)                      | フレディ・マーキュリー                                     | 2:44  |
| 14.       | 「フラッシュのテーマ」(Flash)                                             | ブライアン・メイ                                           | 2:51  |
| 15.       | 「ショウ・マスト・ゴー・オン」(The Show Must Go On)                       | クイーン                                                   | 4:25  |
| 16.       | 「ボヘミアン・ラプソディ」(Bohemian Rhapsody)                             | フレディ・マーキュリー                                     | 5:54  |
| 合計時間: | 合計時間:                                                                 | 合計時間:                                                  | 62:33 |

| #         | タイトル                                                                  | 作詞・作曲                                                 | 時間  |
| --------- | ------------------------------------------------------------------------- | ---------------------------------------------------------- | ----- |
| 1.        | 「ボーン・トゥ・ラヴ・ユー」(I Was Born to Love You)                      | フレディ・マーキュリー                                     | 4:24  |
| 2.        | 「ウィ・ウィル・ロック・ユー」(We Will Rock You)                          | ブライアン・メイ                                           | 2:05  |
| 3.        | 「伝説のチャンピオン」(We Are the Champions)                              | フレディ・マーキュリー                                     | 3:04  |
| 4.        | 「ドント・ストップ・ミー・ナウ」(Don't Stop Me Now)                       | フレディ・マーキュリー                                     | 3:33  |
| 5.        | 「トゥー・マッチ・ラヴ・ウィル・キル・ユー」(Too Much Love Will Kill You) | ブライアン・メイ フランク・マスカー エリザベス・レイマーズ | 4:23  |
| 6.        | 「レット・ミー・リヴ」(Let Me Live)                                       | クイーン                                                   | 4:49  |
| 7.        | 「マイ・ベスト・フレンド」(You're My Best Friend)                         | ジョン・ディーコン                                         | 2:53  |
| 8.        | 「アンダー・プレッシャー」(Under Pressure)                                | クイーン デヴィッド・ボウイ                                | 3:59  |
| 9.        | 「RADIO GA GA」(Radio Ga Ga)                                              | ロジャー・テイラー                                         | 5:45  |
| 10.       | 「愛にすべてを」(Somebody to Love)                                        | フレディ・マーキュリー                                     | 5:01  |
| 11.       | 「キラー・クイーン」(Killer Queen)                                        | フレディ・マーキュリー                                     | 3:04  |
| 12.       | 「地獄へ道づれ」(Another One Bites the Dust)                              | ジョン・ディーコン                                         | 3:39  |
| 13.       | 「愛という名の欲望」(Crazy Little Thing Called Love)                      | フレディ・マーキュリー                                     | 2:46  |
| 14.       | 「フラッシュのテーマ」(Flash)                                             | ブライアン・メイ                                           | 2:51  |
| 15.       | 「ショウ・マスト・ゴー・オン」(The Show Must Go On)                       | クイーン                                                   | 4:27  |
| 16.       | 「ボヘミアン・ラプソディ」(Bohemian Rhapsody)                             | フレディ・マーキュリー                                     | 5:57  |
| 合計時間: | 合計時間:                                                                 | 合計時間:                                                  | 62:40 |

### ジュエルズ2009 ヴェリー・ベスト・オブ・クイーン
| #         | タイトル                                                                                    | 作詞・作曲                                                 | 時間  |
| --------- | ------------------------------------------------------------------------------------------- | ---------------------------------------------------------- | ----- |
| 1.        | 「ボーン・トゥ・ラヴ・ユー」(I Was Born to Love You)                                        | フレディ・マーキュリー                                     | 4:50  |
| 2.        | 「ウィ・ウィル・ロック・ユー」(We Will Rock You)                                            | ブライアン・メイ                                           | 2:02  |
| 3.        | 「伝説のチャンピオン」(We Are the Champions)                                                | フレディ・マーキュリー                                     | 3:01  |
| 4.        | 「ドント・ストップ・ミー・ナウ」(Don't Stop Me Now)                                         | フレディ・マーキュリー                                     | 3:31  |
| 5.        | 「トゥー・マッチ・ラヴ・ウィル・キル・ユー」(Too Much Love Will Kill You)                   | ブライアン・メイ フランク・マスカー エリザベス・レイマーズ | 4:21  |
| 6.        | 「レット・ミー・リヴ」(Let Me Live)                                                         | クイーン                                                   | 4:47  |
| 7.        | 「マイ・ベスト・フレンド」(You're My Best Friend)                                           | ジョン・ディーコン                                         | 2:51  |
| 8.        | 「アンダー・プレッシャー」(Under Pressure)                                                  | クイーン デヴィッド・ボウイ                                | 3:56  |
| 9.        | 「RADIO GA GA」(Radio Ga Ga)                                                                | ロジャー・テイラー                                         | 5:49  |
| 10.       | 「愛にすべてを」(Somebody to Love)                                                          | フレディ・マーキュリー                                     | 4:57  |
| 11.       | 「キラー・クイーン」(Killer Queen)                                                          | フレディ・マーキュリー                                     | 3:00  |
| 12.       | 「地獄へ道づれ」(Another One Bites the Dust)                                                | ジョン・ディーコン                                         | 3:34  |
| 13.       | 「愛という名の欲望」(Crazy Little Thing Called Love)                                        | フレディ・マーキュリー                                     | 2:44  |
| 14.       | 「フラッシュのテーマ」(Flash)                                                               | ブライアン・メイ                                           | 2:51  |
| 15.       | 「ショウ・マスト・ゴー・オン」(The Show Must Go On)                                         | クイーン                                                   | 4:25  |
| 16.       | 「ボヘミアン・ラプソディ」(Bohemian Rhapsody)                                               | フレディ・マーキュリー                                     | 5:56  |
| 17.       | 「イッツ・ア・ビューティフル・デイ」(It's A Beautiful Day)                                  | クイーン                                                   | 2:34  |
| 18.       | 「フラッシュ〜伝説のヒーロー (2007 High Octane Mix)」(Flash's Theme 〜2007 High Octane Mix) | ブライアン・メイ                                           | 1:52  |
| 合計時間: | 合計時間:                                                                                   | 合計時間:                                                  | 67:01 |

### ジュエルズ (映像作品)
| #   | タイトル                                                                  | 作詞・作曲                                                 |
| --- | ------------------------------------------------------------------------- | ---------------------------------------------------------- |
| 1.  | 「ボーン・トゥ・ラヴ・ユー」(I Was Born to Love You)                      | フレディ・マーキュリー                                     |
| 2.  | 「ウィ・ウィル・ロック・ユー」(We Will Rock You)                          | ブライアン・メイ                                           |
| 3.  | 「伝説のチャンピオン」(We Are the Champions)                              | フレディ・マーキュリー                                     |
| 4.  | 「ドント・ストップ・ミー・ナウ」(Don't Stop Me Now)                       | フレディ・マーキュリー                                     |
| 5.  | 「トゥー・マッチ・ラヴ・ウィル・キル・ユー」(Too Much Love Will Kill You) | ブライアン・メイ フランク・マスカー エリザベス・レイマーズ |
| 6.  | 「レット・ミー・リヴ」(Let Me Live)                                       | クイーン                                                   |
| 7.  | 「マイ・ベスト・フレンド」(You're My Best Friend)                         | ジョン・ディーコン                                         |
| 8.  | 「アンダー・プレッシャー」(Under Pressure)                                | クイーン デヴィッド・ボウイ                                |
| 9.  | 「RADIO GA GA」(Radio Ga Ga)                                              | ロジャー・テイラー                                         |
| 10. | 「愛にすべてを」(Somebody to Love)                                        | フレディ・マーキュリー                                     |
| 11. | 「キラー・クイーン」(Killer Queen)                                        | フレディ・マーキュリー                                     |
| 12. | 「地獄へ道づれ」(Another One Bites the Dust)                              | ジョン・ディーコン                                         |
| 13. | 「愛という名の欲望」(Crazy Little Thing Called Love)                      | フレディ・マーキュリー                                     |
| 14. | 「フラッシュのテーマ」(Flash)                                             | ブライアン・メイ                                           |
| 15. | 「ショウ・マスト・ゴー・オン」(The Show Must Go On)                       | クイーン                                                   |
| 16. | 「ボヘミアン・ラプソディ」(Bohemian Rhapsody)                             | フレディ・マーキュリー                                     |
| 17. | 「狂気への序曲」(I'm Going Slightly Mad)                                  | クイーン                                                   |